# Taxi para tres
Taxi para tres è un film del 2001 diretto da Orlando Lübbert.

## Trama
Ulises è un onesto tassista che lavora a Santiago del Cile. Un giorno riceve la visita di due clienti, che in realtà sono due malviventi che gli dicono la seguente formula: "volante o maleta?" (ovvero fargli da complice guidando normalmente oppure andare nel bagagliaio possibilmente con un proiettile in testa). Ulises accetta e così fa da complice ai due.
Finita la giornata, i due se ne vanno e Ulises pensa sia tutto finito.
Tempo dopo, il tassista incontra di nuovo i due, che sembrano aver cambiato vita per qualcosa di più onesto. Nasce così una profonda amicizia, soprattutto con il più fragile dei due.
Ma un giorno, durante una rapina, Ulises forse per un attacco di pentimento fa sbandare la sua auto, uccidendo i due malviventi e diventando agli occhi di tutti una specie di eroe nonostante il rimorso lo consumi dall'interno.

## Riconoscimenti
- Festival di San Sebastián
  - Concha de Oro